# Peter Maffay
Peter Maffay, echte naam: Peter Alexander Makkay (Brașov, 30 augustus 1949) is een in Roemenië geboren zanger die bekend werd met zijn hitballade Du.

## Biografie
In 1963 verhuisden Maffay en zijn ouders van Transsylvanië (zie: Zevenburger Saksen) naar Duitsland, en gingen wonen in Waldkraiburg, een nieuw voor Oost-Europese vluchtelingen met Duitse wortels gebouwd stadje in Beieren. Peter verdiende in 1963 het geld voor zijn eerste gitaar met het loon als vakantiehulpje voor bouwvakkers. Datzelfde jaar startte hij zijn eerste bandje, The Dukes, en trad samen met vrienden op in cafés te Mühldorf am Inn en Waldkraiburg zelf. Nadat hij zijn studie voortijdig afgebroken had begon hij op te treden. In 1968 werd hij in München ontdekt door Michael Kunze.

## Carrière
Zijn carrière begon in 1969 met de single Du (tekst van Michael Kunze). De single werd in 1970 een groot succes en is een van de grootste hits uit de jaren 70. Het nummer stond 28 weken in de Duitse hitparade. Het lied werd in 1971 opnieuw uitgebracht en stond in Nederland vijf weken en in België vier weken op de 1e plaats in de hitlijsten.
Het album Steppenwolf in 1979 maakt van Maffay een van de grootste muzikale sterren uit die tijd. Het album ging 1,6 miljoen keer over de toonbank en was de best verkopende lp tot dan toe. Het opvolgalbum Revanche verbrak het vorige record en werd 2,1 miljoen keer verkocht. Ook latere albums van Maffay bleven goed verkopen. Een nummer Und es war Sommer (1976) werd later vertaald in het Nederlands, en werd als Het werd zomer een hit voor Rob de Nijs in 1977.
Maffay heeft het Duitse record voor het meeste aantal nummer-één-plaatsen in de single- en albumhitparade, waaronder 12 albums. Al zijn albums bereikten ook de top 10. Hij heeft ook het Duitse record van meeste albums die meer dan een miljoen keer verkocht werden.
In totaal verkocht Maffay meer dan 35 miljoen platen. Sinds 1980 zijn zijn tournees altijd een van de drie meest bezochte attracties in Duitsland. Hij heeft dertien tournees gemaakt (ongeveer elke twee jaar) en negen van die tournees trokken het grootste aantal bezoekers in dat jaar voor een attractie.
In 1995 werd hem de Paul-Lincke-Ring voor zijn buitengewone verdiensten voor de Duitstalige amusementsmuziek toegekend.
In het najaar van 2022 werd hij coach bij The Voice of Germany.

## Discografie
Zie ook Discografie van Peter Maffay

### NPO Radio 2 Top 2000
| Nummer met noteringen in de NPO Radio 2 Top 2000 | '99 | '00 | '01 | '02 | '03 | '04 | '05 | '06 | '07 | '08 | '09 | '10 | '11 | '12 | '13 | '14 | '15 | '16 | '17 | '18 | '19 | '20 | '21 | '22 | '23 | '24 |
| ------------------------------------------------ | --- | --- | --- | --- | --- | --- | --- | --- | --- | --- | --- | --- | --- | --- | --- | --- | --- | --- | --- | --- | --- | --- | --- | --- | --- | --- |
| Du                                               | 145 | 170 | 223 | 210 | 133 | 206 | 221 | 136 | 173 | 153 | 147 | 160 | 180 | 234 | 268 | 278 | 332 | 303 | 266 | 326 | 270 | 263 | 287 | 312 | 337 | 314 |

1. ↑  Een vetgedrukt getal geeft de hoogste notering aan.

### Evergreen Top 1000
| Evergreen Top 1000 "Du" | Evergreen Top 1000 "Du" | Evergreen Top 1000 "Du" | Evergreen Top 1000 "Du" | Evergreen Top 1000 "Du" | Evergreen Top 1000 "Du" | Evergreen Top 1000 "Du" | Evergreen Top 1000 "Du" | Evergreen Top 1000 "Du" | Evergreen Top 1000 "Du" | Evergreen Top 1000 "Du" | Evergreen Top 1000 "Du" | Evergreen Top 1000 "Du" | Evergreen Top 1000 "Du" | Evergreen Top 1000 "Du" | Evergreen Top 1000 "Du" |
| Jaar                    | 2008                    | 2009                    | 2010                    | 2011                    | 2012                    | 2013                    | 2014                    | 2015                    | 2016                    | 2017                    | 2018                    | 2019                    | 2020                    | 2021                    | 2022                    |
| ----------------------- | ----------------------- | ----------------------- | ----------------------- | ----------------------- | ----------------------- | ----------------------- | ----------------------- | ----------------------- | ----------------------- | ----------------------- | ----------------------- | ----------------------- | ----------------------- | ----------------------- | ----------------------- |
| Positie                 | 13                      | 37                      | 9                       | 9                       | 10                      | 4                       | 5                       | 2                       | 3                       | 4                       | 2                       | 2                       | 3                       | 3                       | 3                       |

### Dvd's
| Dvd's met hitnoteringen in de Nederlandse Music Top 30 | Datum van verschijnen | Datum van binnenkomst | Hoogste positie | Aantal weken | Opmerkingen             |
| ------------------------------------------------------ | --------------------- | --------------------- | --------------- | ------------ | ----------------------- |
| Niemals was es besser - Arenatour 2015                 | 2015                  | 30-05-2015            | 17              | 1            | als Peter Maffay & band |

## Trivia
- Maffay leende zijn stem aan het personage Clay Calloway in de Duitse versie van de animatiefilm Sing 2.[1]

- Bibliothèque nationale de France: cb140509398 (data)
- Gemeinsame Normdatei: 11881611X
- International Standard Name Identifier: 0000 0000 2732 2043
- Library of Congress Control Number: n87923320
- MusicBrainz: b4ce8f8f-72f9-48f0-92be-606095d4b6e0
- Nederlandse Thesaurus van Auteursnamen: 070584303
- Système universitaire de documentation: 256374236
- Virtual International Authority File: 59286615
- WorldCat: E39PBJvXdQkcYhVmDvBtx746rq